# Дик, Майкл
У. Майкл Дик (англ. W. Michael Dick, Mike Dick) — шотландский кёрлингист.
В составе мужской сборной Англии участник двух чемпионатов мира (лучший результат — шестое место в 1981), чемпионата Европы 1981 (заняли седьмое место). Двукратный чемпион Шотландии среди мужчин.
Играл в основном на позиции третьего.

## Достижения
- Чемпионат Шотландии по кёрлингу среди мужчин: золото (1981, 1982).
- Чемпионат Шотландии по кёрлингу среди смешанных команд: серебро (1979).
- Чемпионат Шотландии по кёрлингу среди ветеранов: бронза (2016).

## Команды
| Сезон                                          | Четвёртый      | Третий           | Второй       | Первый          | Запасной             | Турниры                      |
| ---------------------------------------------- | -------------- | ---------------- | ------------ | --------------- | -------------------- | ---------------------------- |
| 1980—81                                        | Колин Хэмилтон | У. Майкл Дик     | Дэвид Рэмзи  | Ричард Претсел  |                      | ЧШМ 1981 · ЧМ 1981 (6 место) |
| 1981—82                                        | Колин Хэмилтон | У. Майкл Дик     | Дэвид Рэмзи  | Ричард Претсел  |                      | ЧЕ 1981 (7 место)            |
| 1981—82                                        | Колин Хэмилтон | Дэвид Рэмзи      | У. Майкл Дик | Ричард Претсел  | тренер: Чак Хэй (ЧМ) | ЧШМ 1982 · ЧМ 1982 (7 место) |
| 2006—07                                        | Колин Хэмилтон | У. Майкл Дик     | Дэвид Рэмзи  | Тревор Доддс    |                      | ЧШМ 2007 (8 место)           |
| 2008—09                                        | Колин Хэмилтон | У. Майкл Дик     | Sean Murphy  | Дэвид Рэмзи     |                      |                              |
| 2015—16                                        | Майк Дик       | Lindsay Scotland | Тревор Доддс | Michael Parker  |                      | ЧШВ 2016                     |
| Кёрлинг среди смешанных команд (mixed curling) |                |                  |              |                 |                      |                              |
| 1978—79                                        | Майкл Дик      | Alison Aitken    | Тревор Доддс | Barbara Leonard |                      | ЧШСК 1979                    |

(скипы выделены полужирным шрифтом)